# K666
K666（ケー・スリーシックス）は、日本のプロレスラー、スタントマン。

## 経歴
- 2009年6月6日、「666 Vol.30」新木場大会にて、対 怒愚羅&魔愚羅&THE101組（パートナーはダイナスティ&趙雲子龍）でデビュー。
- 2017年2月17日、「666 Vol.75」新木場大会にて忍、寧々∞D.a.i、ピンクタイガーと共にピンクタイガーモンスター軍NEOを結成する。
- 2021年10月30日、「666 Vol.109」新木場大会にて"brother"YASSHI＆木下亨平、竹田光珠＆児玉裕輔との3WAY戦を制して666認定きかんしゃ級王座を奪取（パートナーは寧々∞D.a.i）[1]。
- 2023年8月2日、「666 Vol.131」後楽園ホール大会にて尾﨑妹加＆雪妃真矢、政岡純＆Kenとの3WAYラダーマッチを制して666認定きかんしゃ級王座を奪取（パートナーはダイナスティ）[2]

## 人物
- スタントでは荒川真として活動。ジャパンアクションアワードでは3度ベストスタントマン賞を受賞している（第3回・第4回・第7回）[3]。
- 上記表彰式でもK666のマスク姿で登場し、飽くまでもマスクマンであるというスタンスを崩さない。
- 趣味はランニングであり、好きな芸能人は石橋貴明[4]。

## 得意技
シックスクラッチ
GTS
フットスタンプ
ライダーキック

## タイトル歴
- 666認定きかんしゃ級王座

## 入場曲
- 人間椅子「怪人二十面相」[4]

## 出演
※荒川真名義

### テレビドラマ
- パワーレンジャー・タイムフォース（2001年、フォックス放送）- ブルーレンジャー、スティーリックス、ランシック（スタント）
- パワーレンジャー・ワイルドフォース（2002年、フォックス放送→ABC放送） - ブラックバイソンレンジャー、ライトスピードレッドレンジャー（全員集合時）、マスターオルグ（スタント）
- パワーレンジャー・ニンジャストーム（2003年、ABC放送） - レッドウィンドレンジャー（代役）、クリムゾンサンダーレンジャー、ローサー（スタント）、チューボー
- パワーレンジャー・ダイノサンダー（2004年、ABCファミリー） - ブラックダイノレンジャー、レッドダイノレンジャー（ダイノスーパーモード）
- パワーレンジャー・ミスティックフォース（2006年、トゥーン・ディズニー） - グリーンミスティックレンジャー、コーラッグ、ライト・ナイトウルフ
- 牙狼-GARO-（2005年 - 2006年、テレビ東京） - ハンプティ
- 牙狼-GARO-スペシャル 白夜の魔獣（2006年、ファミリー劇場） - 銀牙騎士ゼロ
- 牙狼-GARO- 〜MAKAISENKI〜（2011年 - 2012年、テレビ東京） - 雷鳴騎士バロン[5]
- 海賊戦隊ゴーカイジャー 第5話（2011年3月20日、テレビ朝日） - ワイヤーアクション
- 仮面ライダー鎧武/ガイム 第30話（2014年5月18日、テレビ朝日） - キカイダー[6]
- 牙狼〈GARO〉-阿修羅-（2016年7月1日、テレビ東京） - ザルギン兵
- 都庁爆破!（2018年1月2日 TBSテレビ）-スタントダブル
- ドラマ浦安鉄筋家族（2020年 テレビ東京）-アクションセーフティー
- 安全+第一 大知マン（2020年、沖縄テレビ） - ランドゼイラ
- 仮面ライダーセイバー（2021年、テレビ朝日） - 最光シャドー[7]、仮面ライダー最光 エックスソードマン[8]
- 俺の家の話（2021年 TBSテレビ）-スタントダブル
- キン肉マン THE LOST LEGEND（2021年 WOWOW）-スタントダブル
- 眼の壁（2022年 WOWOW）-スタントダブル
- TOKYO VICE（2023年 WOWOW）-スタントダブル

### 映画

#### 2005年
- 仮面ライダー THE FIRST　-バット、Wire Coordinators

#### 2009年
- カムイ外伝　-ワイヤーコーディネーター

#### 2010年
- 8UPPERS FEATURE MUSIC FILM　-スタント

#### 2012年
- 仮面ライダー×仮面ライダー ウィザード&フォーゼ MOVIE大戦アルティメイタム　-ワイヤーコーディネーター
- るろうに剣心　-スタント、斎藤一(江口洋介)スタントダブル、ワイヤーリガー

#### 2014年
- キカイダー REBOOT　- キカイダー[8]
- るろうに剣心 京都大火編　-スタント、斎藤一(江口洋介)スタントダブル、ワイヤーリガー
- るろうに剣心 伝説の最期編　-スタント、斎藤一(江口洋介)スタントダブル、ワイヤーリガー

#### 2015年
- 劇場版 ウルトラマンギンガS 決戦!ウルトラ10勇士!!　-ワイヤーコーディネーター

#### 2016年
- ライチ☆光クラブ　-ライチ

#### 2017年
- マンハント　-矢村聡(福山雅治)スタントダブル

#### 2018年
- スーパーティーチャー 熱血格闘（日本公開2019年）-スタント

#### 2019年
- キングダム　-スタント、ワイヤーリガー

#### 2020年
- 新解釈・三國志　-スタントダブル
- るろうに剣心 最終章 The Final　-ワイヤーリガー

#### 2021年
- るろうに剣心 最終章 The Beginning　-ワイヤーリガー
- ザ・ファブル 殺さない殺し屋　-ワイヤーリガー
- シン・エヴァンゲリオン劇場版　-モーションアクション
- セイバー+ゼンカイジャー スーパーヒーロー戦記
- 仮面ライダー ビヨンド・ジェネレーションズ　-仮面ライダー最光[9]
- 劇場版 奥様は、取り扱い注意　-ワイヤーリガー
- 唐人街探偵 東京MISSION　-スタント
- 劇場版 シグナル 長期未解決事件捜査班　-ワイヤーリガー
- 地獄の花園　-スタントダブル、ワイヤーリガー

#### 2022年
- カラダ探し　-ワイヤーリガー
- Pure Japanese　-スタントダブル
- シン・ウルトラマン　- モーションアクション
- キングダム2 遥かなる大地へ 　-スタント、ワイヤーリガー
- ホリック xxxHOLiC　-ワイヤーリガー
- KAPPEI カッペイ　-ワイヤーリガー

#### 2023年
- シン・仮面ライダー　- スタント
- キングダム 運命の炎　-龐煖(吉川晃司)スタントダブル、沛浪(真壁刀義)スタントダブル
- Gメン　-スタントダブル

#### 2024年
- ゴールデンカムイ　-牛山辰馬(勝矢)スタントダブル
- シティーハンター　-スタント、ワイヤーリガー
- キングダム 大将軍の帰還　-龐煖(吉川晃司)スタントダブル、魏加(金児憲史)スタントダブル、王騎(大沢たかお)スタントダブル
- 十一人の賊軍　-スタント
- はたらく細胞　-ワイヤーコーディネーター
- 陰陽師０　-ワイヤーリガー
- あのコはだぁれ？　-セーフティー

#### 2025年
- アンダーニンジャ　-スタントダブル
- Demon City 鬼ゴロシ　-スタント、ワイヤーリガー
- 宝島　-スタント、ワイヤーリガー

### ウェブドラマ
- 仮面ライダーアマゾンズ（2016年 - 2017年、Amazon Prime Video） - 仮面ライダーアマゾンシグマ[10]、コウモリアマゾン[11]、女王アリアマゾン[12]、カニアマゾン[13]、敵アマゾン[14]
- 湘南純愛組!（2020年2月28日- Amazon Prime Video）-スタントダブル
- 今際の国のアリス シーズン1(2020年12月10日- Netflix)　-馬鬼　、スタント
- 今際の国のアリス シーズン2(2022年12月22日- Netflix) -スタント、ワイヤーリガー
- ワンダーハッチ-空飛ぶ竜の島-（2023年12月20日 Disney+）-ワイヤーコーディネーター
- 忍びの家 (2024年2月15日 Netflix) 俵壮一(江口洋介) -スタントダブル
- 地面師たち (2024年7月25日 Netflix) ハリソン山中(豊川悦司) -スタントダブル
- 極悪女王（2024年9月19日 Netflix）-スタントコーディネーター
- 龍が如く～Beyond the Game～（2024年10月25日- Amazon Prime Video）-スタントダブル

### オリジナルビデオ
- てれびくん超バトルDVD 仮面ライダーセイバー 集え！ヒーロー!!爆誕ドラゴンてれびくん（2021年）